# 莫莱尔 (瓦兹省)
莫莱尔（法語：Maulers）是法国瓦兹省的一个市镇，属于博韦区（Beauvais）大克雷韦科厄县（Crèvecoeur-le-Grand）。该市镇总面积7.62平方公里，2009年时的人口为201人。

## 人口
莫莱尔人口变化图示